# گرین ماونتن (آیووا)
گرین ماونتن (به انگلیسی: Green Mountain) یک محدوده ثبت‌نشده در ایالات متحده آمریکا است که در شهرستان مارشال، ایالت آیووا است و جمعیت آن در سرشماری سال ۲۰۱۰ میلادی، ۱۲۶ نفر بوده‌است.